# Lionel Taminiaux
Lionel Taminiaux (* 21. května 1996) je belgický cyklista jezdící za UCI ProTeam Lotto–Dstny.

## Hlavní výsledky
2014
2. místo Kuurne–Brusel–Kuurne Juniors
Keizer der Juniores
9. místo celkově
2017
3. místo Grand Prix Criquielion
2018
vítěz Grand Prix Criquielion
Istrian Spring Trophy
 vítěz bodovací soutěže
8. místo Omloop Het Nieuwsblad Beloften
9. místo Internationale Wielertrofee Jong Maar Moedig
9. místo Paříž–Roubaix Espoirs
2019
vítěz La Roue Tourangelle
Čtyři dny v Dunkerku
 vítěz vrchařské soutěže
3. místo Rund um Köln
6. místo Halle–Ingooigem
7. místo Route Adélie
8. místo Dwars door het Hageland
9. místo Grand Prix Pino Cerami
2021
3. místo Binche–Chimay–Binche
8. místo Gooikse Pijl
2022
Čtyři dny v Dunkerku
vítěz 4. etapy
Tour de Langkawi
vítěz 5. etapy
7. místo Grote Prijs Marcel Kint
8. místo Veenendaal–Veenendaal Classic
8. místo Circuit de Wallonie
2023
2. místo Circuit de Wallonie
3. místo Egmont Cycling Race
4. místo Bredene Koksijde Classic
7. místo Ronde van Limburg
7. místo Druivenkoers Overijse
7. místo Visit Friesland Elfsteden Race

### Výsledky na Grand Tours
| Grand Tour      | 2022 |
| --------------- | ---- |
| Giro d'Italia   | —    |
| Tour de France  | —    |
| Vuelta a España | 127  |

| —   | Nezúčastnil se |
| DNF | Nedokončil     |